# Ojojona (kommun)
Ojojona är en kommun i Honduras.   Den ligger i departementet Departamento de Francisco Morazán, i den sydvästra delen av landet, 20 km sydväst om huvudstaden Tegucigalpa. Antalet invånare är 8 064.